# Rekrystalizace (geologie)
Rekrystalizace je v mineralogii změna krystalové struktury způsobená změnami vnějších faktorů, jako jsou tlakové a teplotní podmínky. Při tom krystalická pevná látka nebo minerál mění svoji modifikaci.

## Popis
Jedná se o metamorfní pochod, při kterém původní minerály mění svůj tvar, orientaci a velikost, ne však svoje složení. Například drobná kalcitová zrna sedimentárního vápence překrystalují na hrubá kalcitová zrna mramoru. Je to v podstatě totéž co isofázová metamorfoza, protiklad neomineralizace. Někdy se termínu rekrystalizace používá v širším slova smyslu pro jakýkoli druh metamorfního růstu minerálů. Rekrystalizace sedimentů je důležitý diagenetický pochod, vyvolaný růstem drobounkých krystalků nebo zárodků v agregáty hrubších krystalových zrn. Uplatňuje se zvláště u neklastických usazenin a je významně ovlivňován mocností nadložních vrstev (tlakem), rozpustností příslušné minerální složky (zvláště na kontaktech zrn). Při rekrystalizaci nastává všeobecně rozpouštění drobných zrn a krystalků za současného růstu větších krystalových zrn, při čemž konečným výsledkem úplné rekrystalizace jsou horniny zubovité struktury (například některé vápence). Rekrystalizace postihuje zvláště karbonátové horniny, nejrůznější rohovce, evapority, křemenné pískovce a podobně. Výsledkem tohoto pochodu jsou i změny porozity (ve srovnání s původním sedimentem), zastření původního tvaru i orientace mnohých částic, porušení organických zbytků atd.
Při rekrystalizaci vznikají chrakteristické rekrystalizační struktury. 1. metamorfní (například rekrystalizace vápence v mramor); v metamorfitech to jsou relikty hornin ukazující předmetamorfní stav, v rudních ložiskách to jsou struktury, které ukazují například zrnitost nebo zvrstvení původní nezrudněné horniny. 2. diagenetická (například opálu v křemen); 3. supergenní (například sádrovce).